# 和田康宏
和田 康宏（わだ やすひろ、1966年3月8日（59歳）- ）は、日本のゲームクリエイター。宮崎県宮崎市出身。
代表作に「牧場物語シリーズ」など。
マーベラスインタラクティブ代表取締役、マーベラスエンターテイメント取締役CCO、グラスホッパー・マニファクチュアCOOを経てトイボックス株式会社設立、取締役社長。

## 略歴
1989年リクルートフロムエーに入社。
1991年 パック・イン・ビデオに入社。
2005年  マーベラスインタラクティブ 代表取締役社長に就任。
2007年 マーベラスエンターテイメント 常務取締役デジタルコンテンツカンパニープレジデントに就任。
2008年 マーベラスエンターテイメント 取締役デジタルコンテンツカンパニーチーフクリエイティブオフィサー（CCO）に就任。
2010月3月31日マーベラスエンターテイメント 取締役デジタルコンテンツカンパニーチーフクリエイティブオフィサー（CCO）を退任。顧問に就任。
2010年10月 グラスホッパー・マニファクチュアに入社。グラスホッパー・マニファクチュアCOOに就任。
2011年 - トイボックス株式会社設立 取締役社長。

## 作品
- マジカルポップン［スーパーファミコン、1995年］- プロデュース
- 牧場物語［スーパーファミコン、1996年8月6日］- 原案・プロデュース
  - 牧場物語GB［ゲームボーイ、1997年12月19日］
  - 牧場物語2［NINTENDO 64、1999年2月5日］
  - 牧場物語GB2［ゲームボーイ・ゲームボーイカラー、1999年8月6日］
  - 牧場物語 ハーベストムーン［PlayStation、1999年12月16日］
  - 牧場物語GB3 ボーイ・ミーツ・ガール［ゲームボーイカラー、2000年9月29日］
  - 牧場物語ハーベストムーン for ガール［PlayStation、2000年12月7日］
  - 牧場物語3 ハートに火をつけて［PlayStation 2、2001年7月5日］
  - 牧場物語 ミネラルタウンのなかまたち［ゲームボーイアドバンス、2003年4月18日］
  - 牧場物語 ワンダフルライフ［ニンテンドー ゲームキューブ、2003年9月12日］
  - 牧場物語 ミネラルタウンのなかまたち for ガール［ゲームボーイアドバンス、2003年12月12日］
  - 牧場物語 ワンダフルライフ for ガール［ニンテンドーゲームキューブ、2004年7月8日］
  - 牧場物語 しあわせの詩［ニンテンドーゲームキューブ、2005年3月3日］
  - 牧場物語 コロボックルステーション［DS、2005年3月17日］
  - 牧場物語 しあわせの詩 forワールド［ニンテンドーゲームキューブ、2005年11月10日］
  - 牧場物語 わくわくアニマルマーチ［Wii、2008年10月30日］
- 探偵 神宮寺三郎 白い影の少女［ゲームボーイアドバンス、2005年4月22日］- エグゼクティブ・プロデューサー
販売元：マーベラスインタラクティブ
- ノーモア★ヒーローズ［Wii、2007年12月6日］- エグゼクティブプロデューサー
 2008年1月22日発売、 2008年3月14日発売
- 『ヴァルハラナイツ2』［PlayStation Portable、2008年5月29日］プロデューサー
  - ヴァルハラナイツ2 バトルスタンス［PlayStation Portable、2009年6月25日］
- 王様物語［Wii、2009年9月3日］エグゼクティブプロデューサー
 2009年4月24日発売、 2009年7月21日発売
- サクラノート 〜いまにつながるみらい〜［ニンテンドーDS、2009年11月5日］プロデューサー
- ノーモア★ヒーローズ2 デスパレート・ストラグル ［Wii、2010年10月21日］エグゼクティブプロデューサー
- シャドウ・オブ・ザ・ダムド ［Xbox 360＆PlayStation 3、2011年9月22日］エグゼクティブプロデューサー
- ホームタウンストーリー［ニンテンドー3DS、2013年12月12日］プロデューサー、ディレクター
- なつもん! 20世紀の夏休み［Nintendo Switch、2023年7月28日］プロデューサー
- リトルドラゴンズカフェ -ひみつの竜とふしぎな島［Nintendo Switch＆PS4、2018年8月24日］プロデューサー
- 人生ゲーム for Nintendo Switch［Nintendo Switch、2023年10月6日］ディレクター